# Loxofidonia subbrunnescens
Loxofidonia subbrunnescens là một loài bướm đêm trong họ Geometridae.